# Владимир Гајић
Владимир Гајић (Марсеј, 24. март 1965) српски је правник, адвокат, политичар и председник Народне странке. Бивши је генерални секретар Српског покрета обнове.

## Биографија

### Образовање и адвокатска каријера
Рођен је 24. марта 1965. године у Марсеју. Основну и средњу школу је завршио у Београду, а потом је дипломирао на Правном факултету Универзитета у Београду 1989. године. Приправнички стаж је завршио у адвокатској канцеларији свог оца и адвокат је постао у мају 1992. године.
Заступао је Вука Драшковића, Зорана Ђинђића, Вука Јеремића, академика Душана Теодоровића, редитеља Јанка Баљка, Наташу Кандић у поступку против генерала Љубише Диковића, Весну Пешић у поступку који је покренуо Небојша Стефановић. Заступа узбуњивача из Ваљева, Александра Обрадовића, Владику Григорија, редитеља Лордана Зафрановића, Раду Трајковић, Мирослава Алексића.

### Политичка каријера
Гајић се у политички живот укључио почетком деведесетих година. Од 1992. до 1994. године је био генерални секретар Српског покрета обнове. Као кандидат на изборној листи Демократског покрета Србије (ДЕПОС), постао је савезни посланик након избора 1992. године.
По напуштању СПО-а, постао је члан Демократске странке и њеног Главног одбора 1995. године, али је странку напустио већ наредне године.
Придружио се покрету Доста је било Саше Радуловића 2016. године и био је његов адвокат. Као један од челних људи при настанку странке, обављао је дужности заступника у Републичкој изборној комисији, члана Статутарне комисије и члана Програмског савета. ДЈБ је напустио 2017. године, уочи избора за председника Републике Србије, на којима је постао члан тима председничког кандидата Вука Јеремића.
Политички ангажман је наставио у Народној странци Вука Јеремића, где је постао председник Правног савета. На изборној Скупштини Народне странке у децембру 2021. године изабран је за потпредседника.
Члан је Крунског кабинета престолонаследника ЊКВ Александра Карађорђевића од 2001.

## Контроверзе
Био је и директор компаније Интернационал ЦГ (бивши Генекс) и ухапшен је у акцији полиције у октобру 2007. године заједно са неколицином осумњичених да су малверзацијама оштетили државни буџет за више од 22 милиона евра. Више тужилаштво у Београду је одустало од кривичног гоњења због недостатка доказа.
У време оштрих сукоба унутар Адвокатске коморе Београда, изабран је за њеног председника као лидер једне од струја унутар коморе. Његов избор је оспорен пресудом Вишег суда у Београду у јулу 2018. године, а потврђен је избор адвоката Југослава Тинтора за председника коморе. Због тога су наставиле да постоје две фракције коморе, а Гајић је наставио да се представља као њен председник.

## Приватни живот
Ожењен је и отац четворо деце. Има троје унучића. Гајићев млађи брат је позоришни и филмски редитељ Филип Гајић.
Члан је Голф клуба Београд.

## Награде и признања
- Ордена круне, доделио му је Александар Карађорђевић (2017).[9]